# Grand Héron
Ardea herodias
Espèce
Répartition géographique
- habitat permanent
- zone de nidification
- zone de migration
- zone d'hivernage

Statut de conservation UICN

 LC  : Préoccupation mineure
Le Grand Héron (Ardea herodias) est une espèce d'oiseaux de la famille des ardéidés (hérons et butors).
C'est un oiseau commun dans la plus grande partie de l'Amérique centrale et du Nord ainsi que dans les îles des Caraïbes et Galápagos, à l'exception du grand nord américain ou des régions désertiques ou montagneuses dans lesquelles il ne pourrait pas trouver d'étendues d'eau pour se nourrir.

## Description
C'est le plus grand des hérons américains. Il mesure environ 1,20 m de haut et entre 1,08 et 1,32 m de long. Son poids oscille autour de 2,6 kg, la femelle étant légèrement moins lourde. Son envergure totale atteint entre 1,83 et 2,14 m.

## Habitat
Les habitats naturels du grand Héron sont les mangroves, les zones humides, les tourbières, les lacs, les vasières et les sebkhas.

## Présence au Québec
D’octobre jusqu’au début de décembre, les grands hérons quittent le Québec pour le sud des États-Unis et l'Amérique centrale. Ils reviennent au Québec dès le début de mars. Parfois, dans l’extrême sud du Québec, il arrive que certains individus demeurent tout l’hiver près d’un cours d’eau non gelé.
On a observé des grands hérons bagués au Mexique, au Honduras et à Cuba. On en trouve des colonies en Colombie, au Venezuela et sur les îles Galápagos (Équateur).
Les grands hérons migrent seuls ou en groupe de quelques individus (exceptionnellement jusqu’à 100 individus).

## Sous-espèces
D'après la classification de référence (version 14.1, 2024) de l'Union internationale des ornithologues, le Grand Héron possède 5 sous-espèces (ordre philogénique) :
- Ardea herodias fannini Chapman, 1901 : nord-ouest de l'Amérique du Nord ;
- Ardea herodias wardi Ridgway, 1882 : de l'ouest des États-Unis au nord de la Floride et au nord-est du Mexique ;
- Ardea herodias herodias Linnaeus, 1758 : du sud du Canada au nord-est des États-Unis jusqu'aux Carolines ;
- Ardea herodias cognata Bangs, 1903 : Galapagos ;
- Ardea herodias occidentalis Audubon, 1835 : sud de la Floride, Bahamas, Cuba, Venezuela, Porto Rico.

Les individus entièrement blancs observés dans le sud de la Floride et dans les Keys ont été décrits comme Ardea herodias occidentalis.

### Galerie

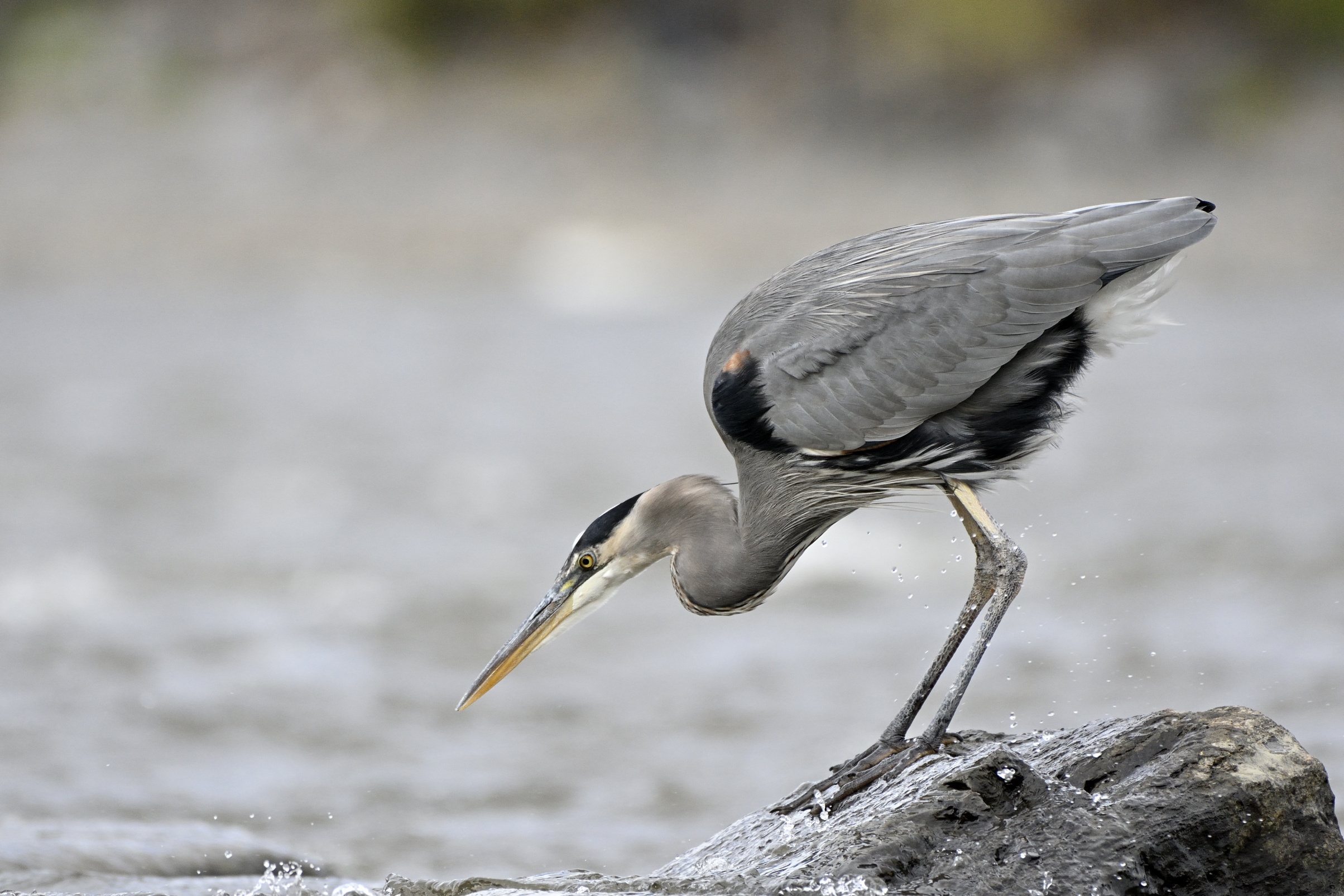
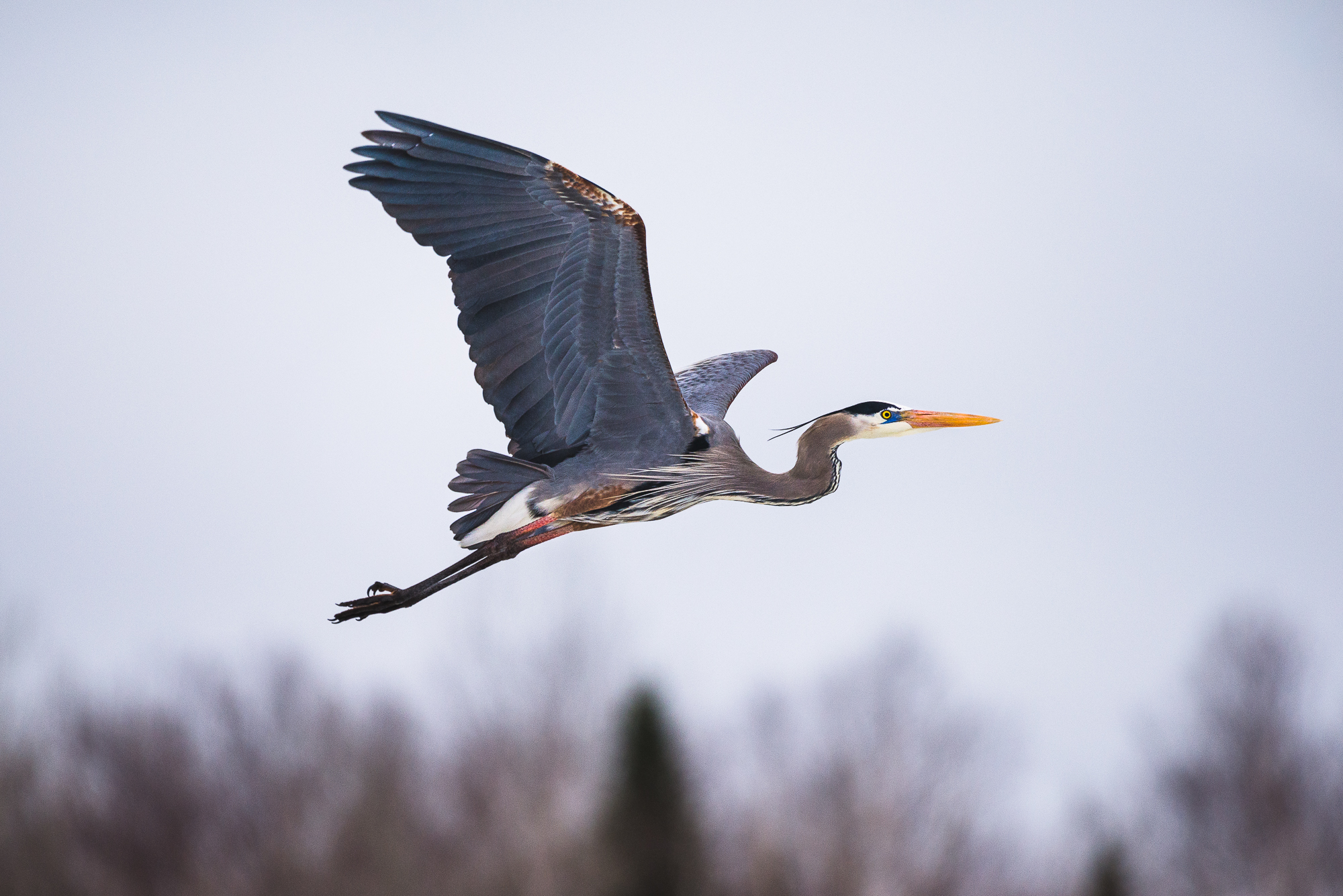
Grand héron en vol au Saguenay–Lac-Saint-Jean, Québec, Canada.
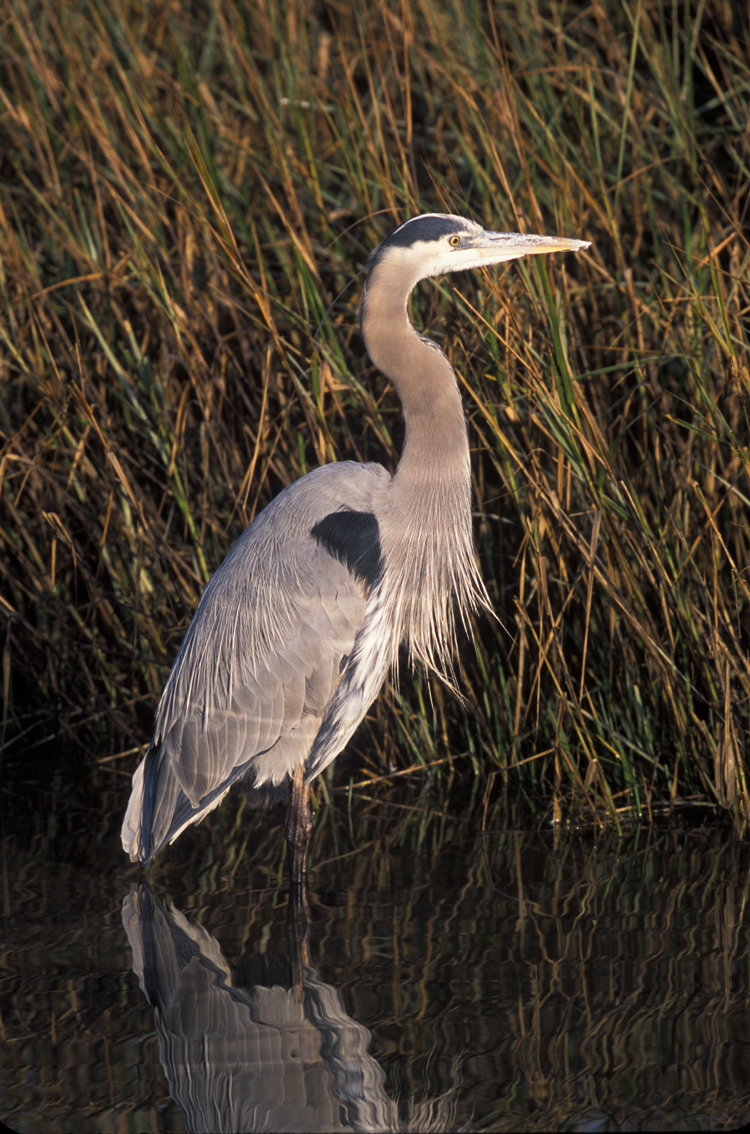
Grand Héron au repos, les pattes dans l'eau.
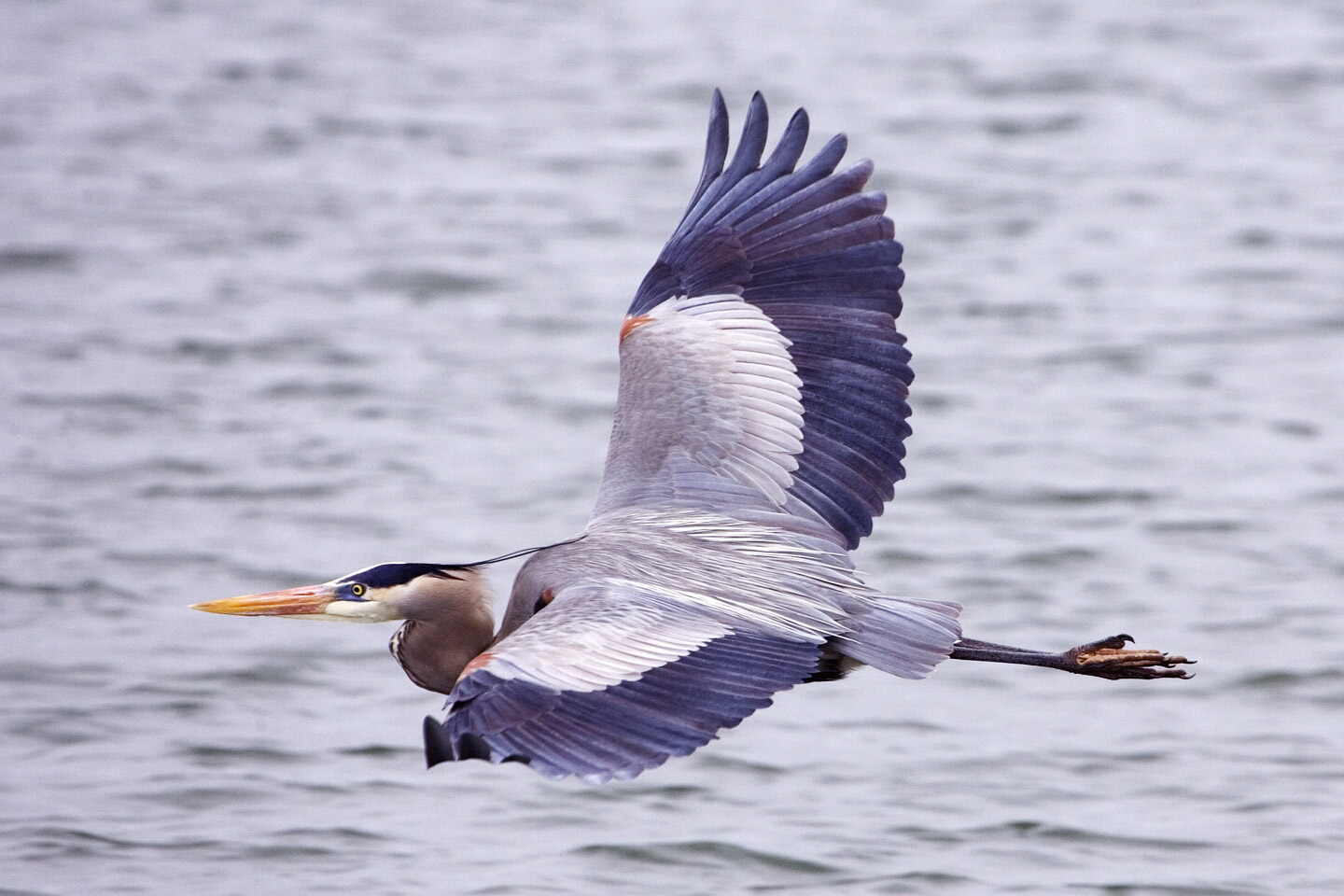
Grand Héron en vol à Rockport Texas.
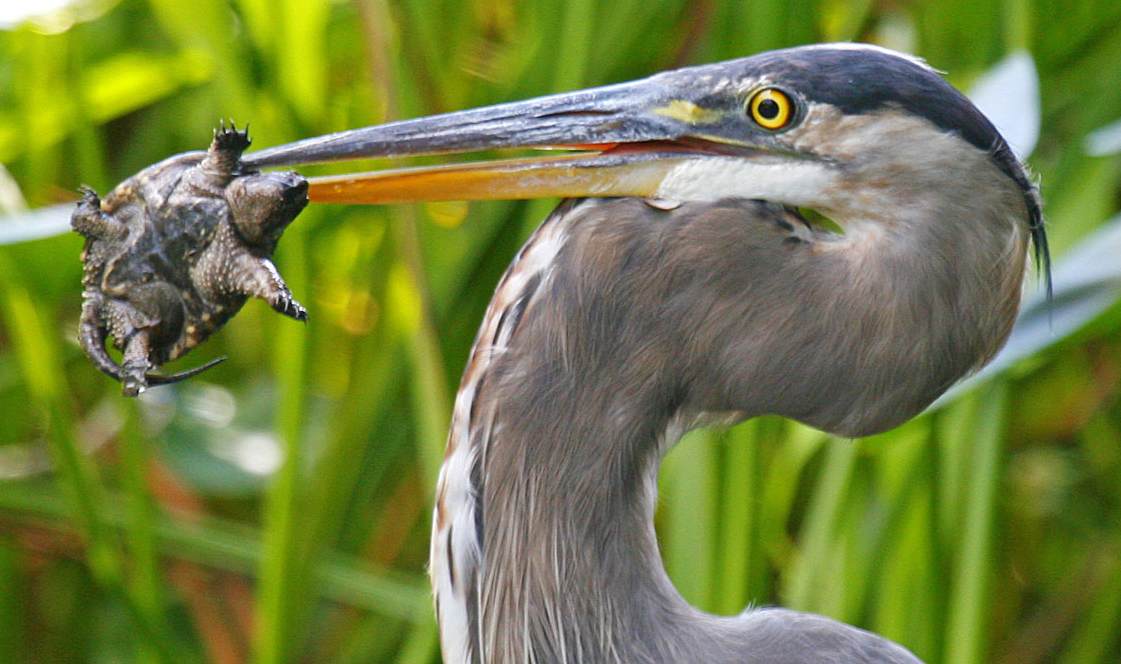
Grand Héron ayant capturé une tortue (probablement une tortue serpentine).
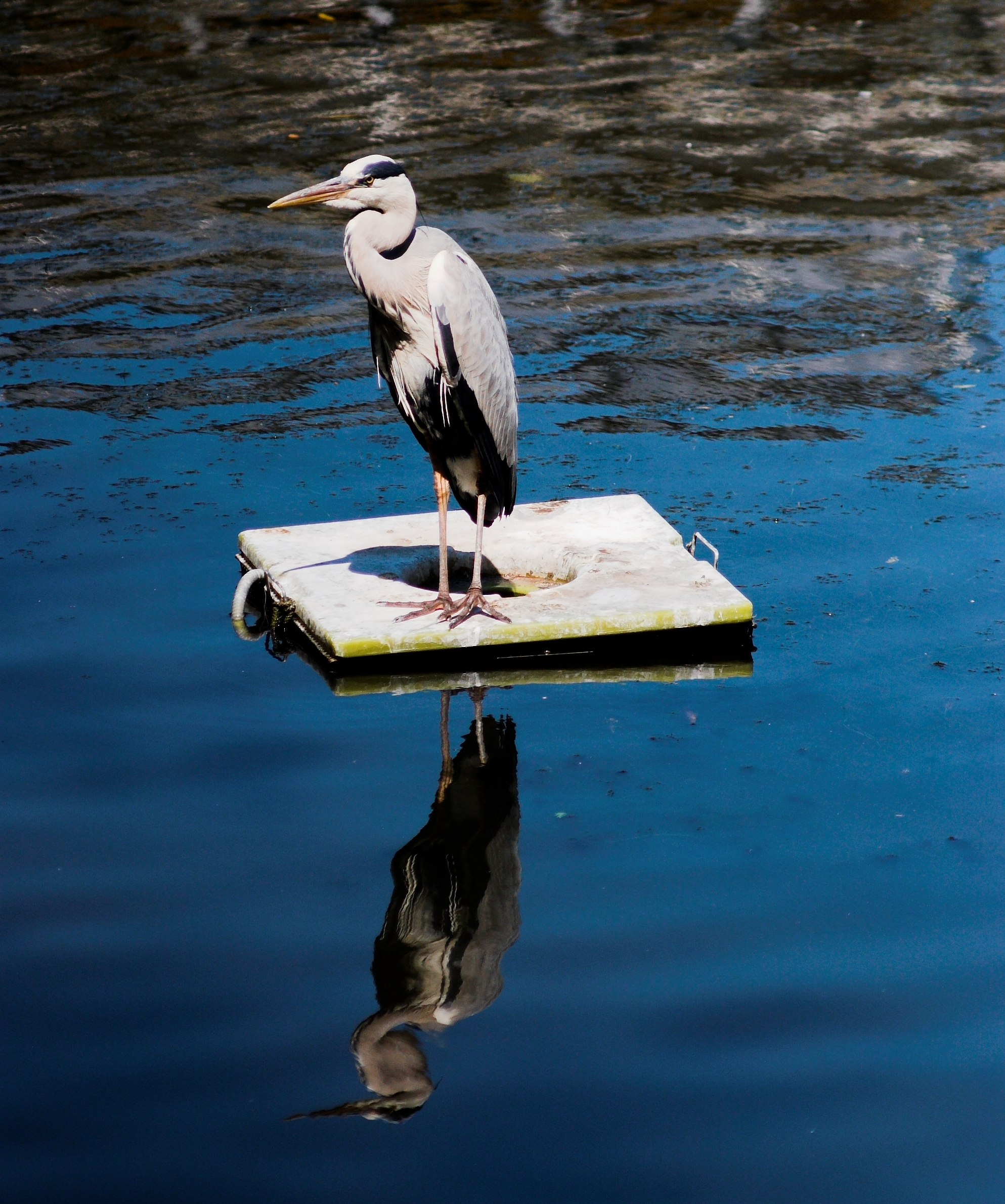
Grand Héron au zoo d'Amsterdam, Pays-Bas.
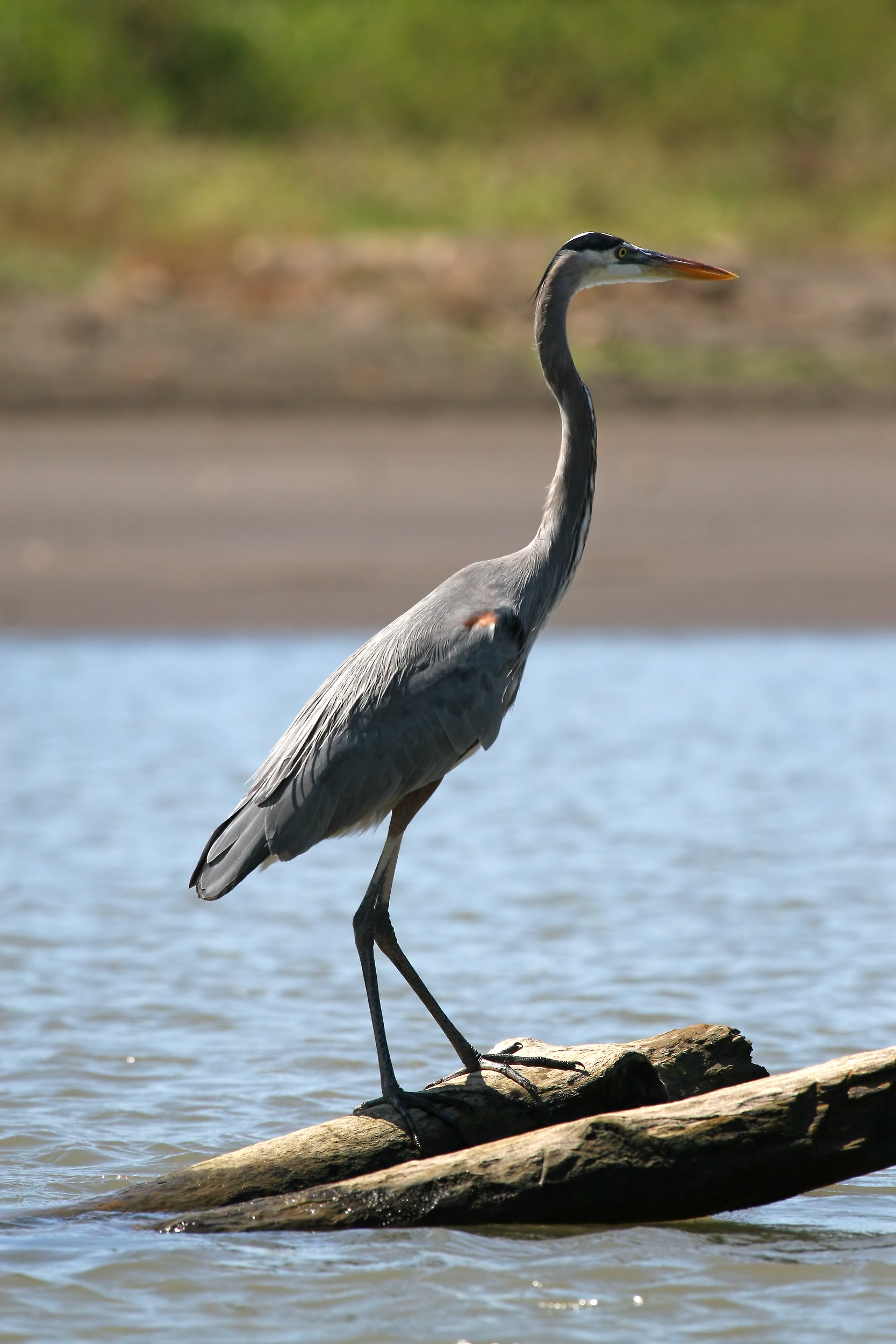
Grand Héron dans le parc national de Tortuguero, Costa Rica.
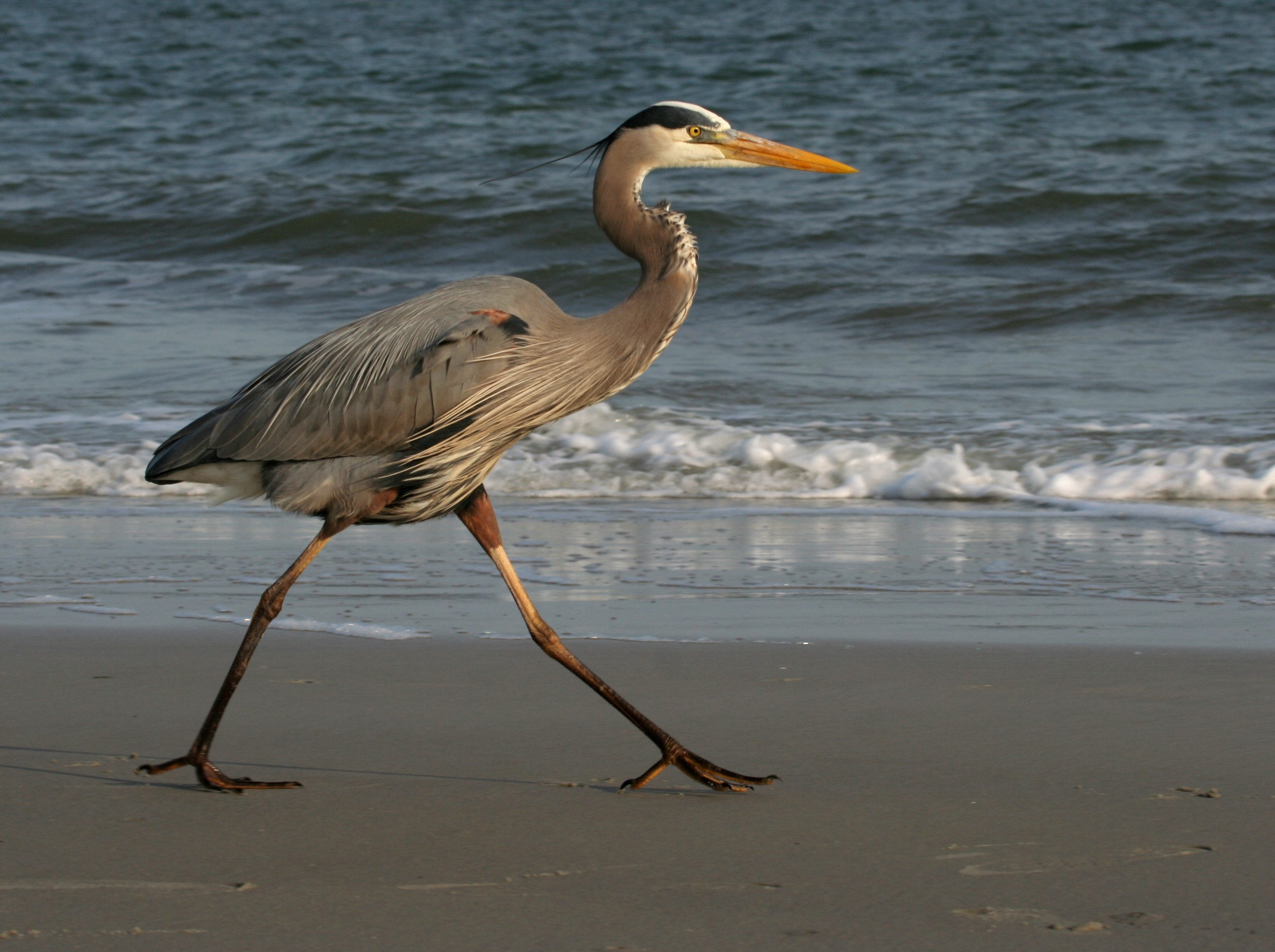
Grand Héron marchant sur la plage de l'île d'Hilton Head, Caroline du Sud.
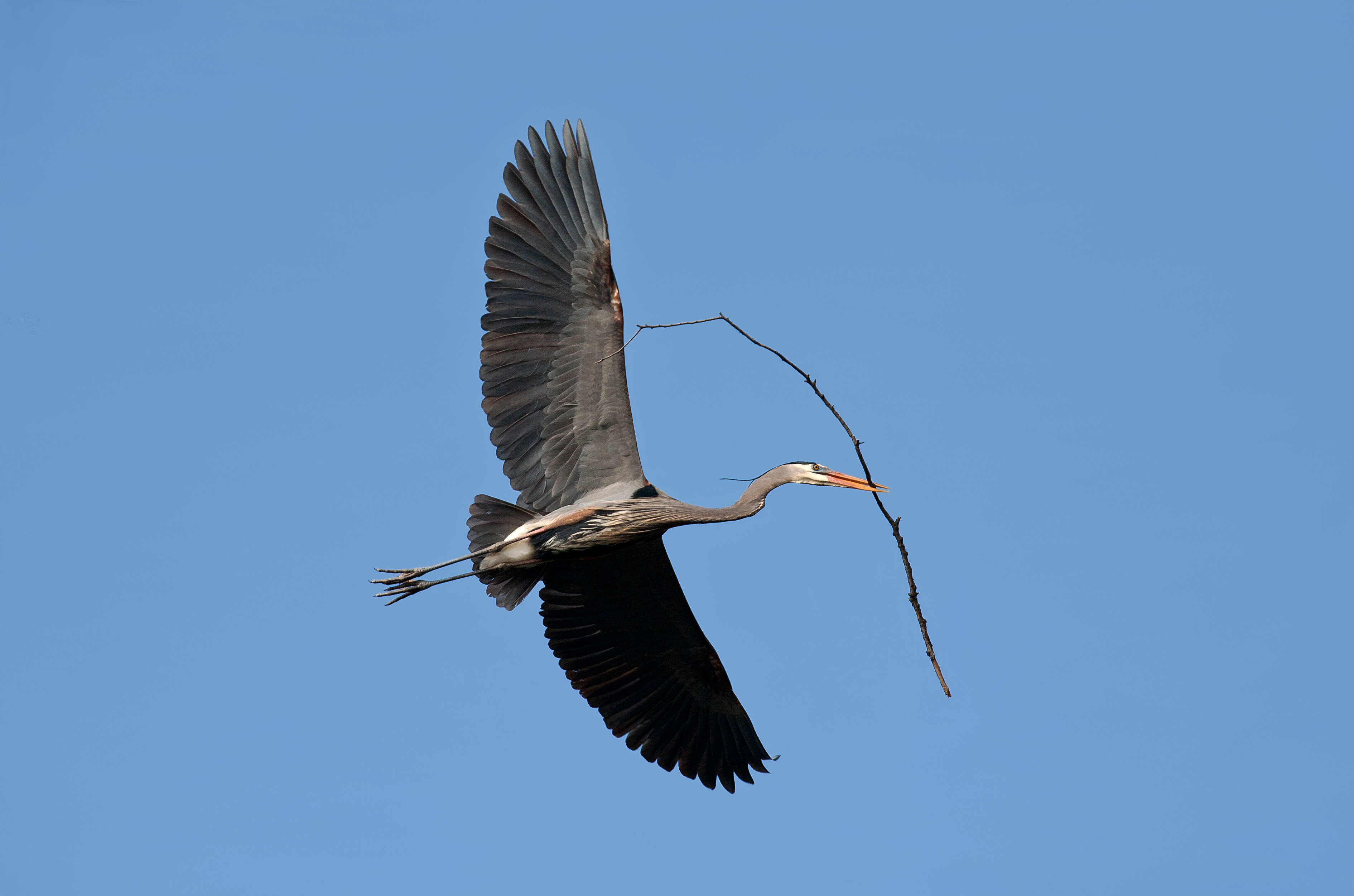
Un grand héron est pris en vol alors qu'il apporte une branche pour la construction de son nid. Photo prise dans l'État de l'Illinois aux États-Unis.
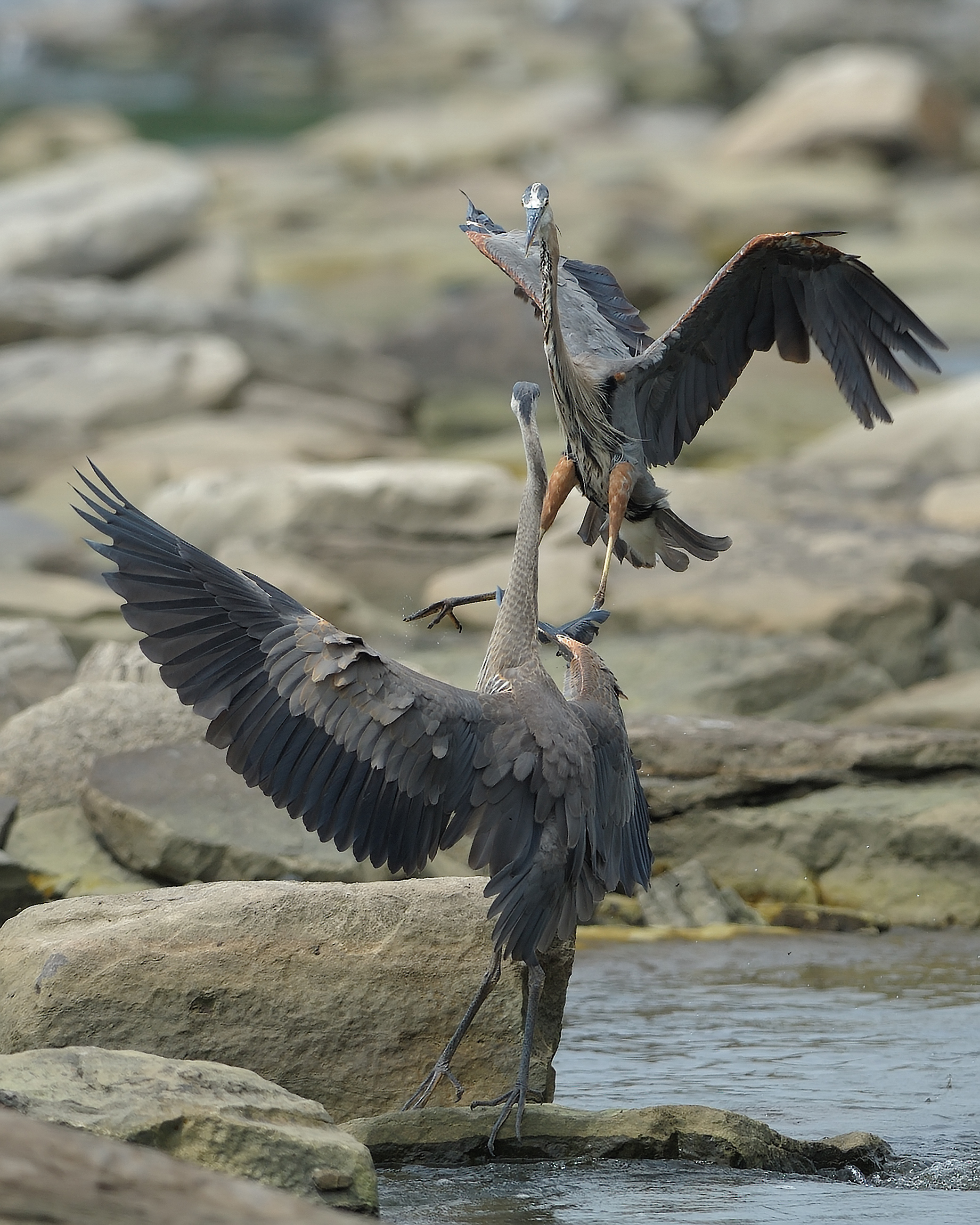
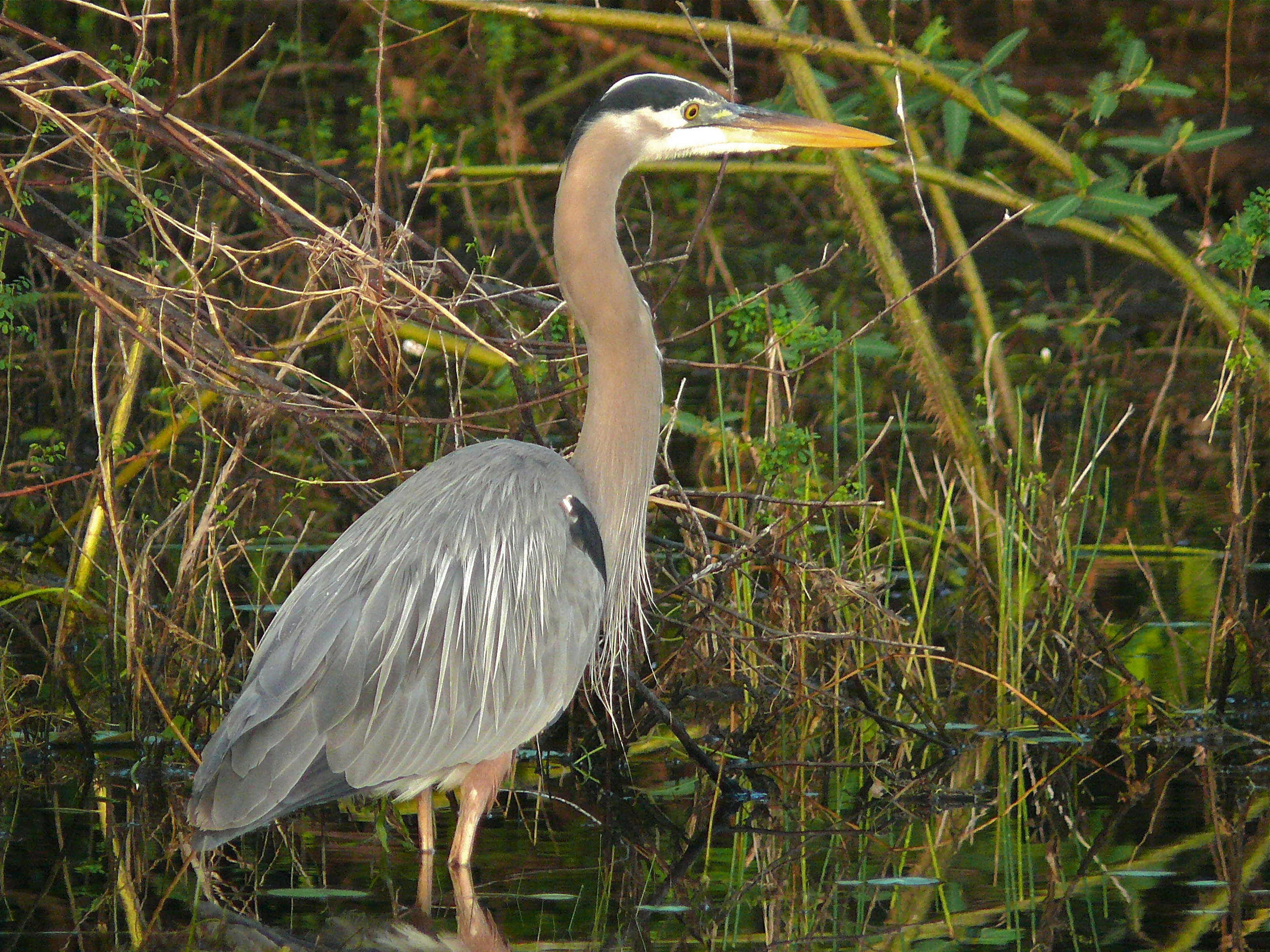
Grand héron (réserve de faune sauvage de Crooked Tree (en), Belize).
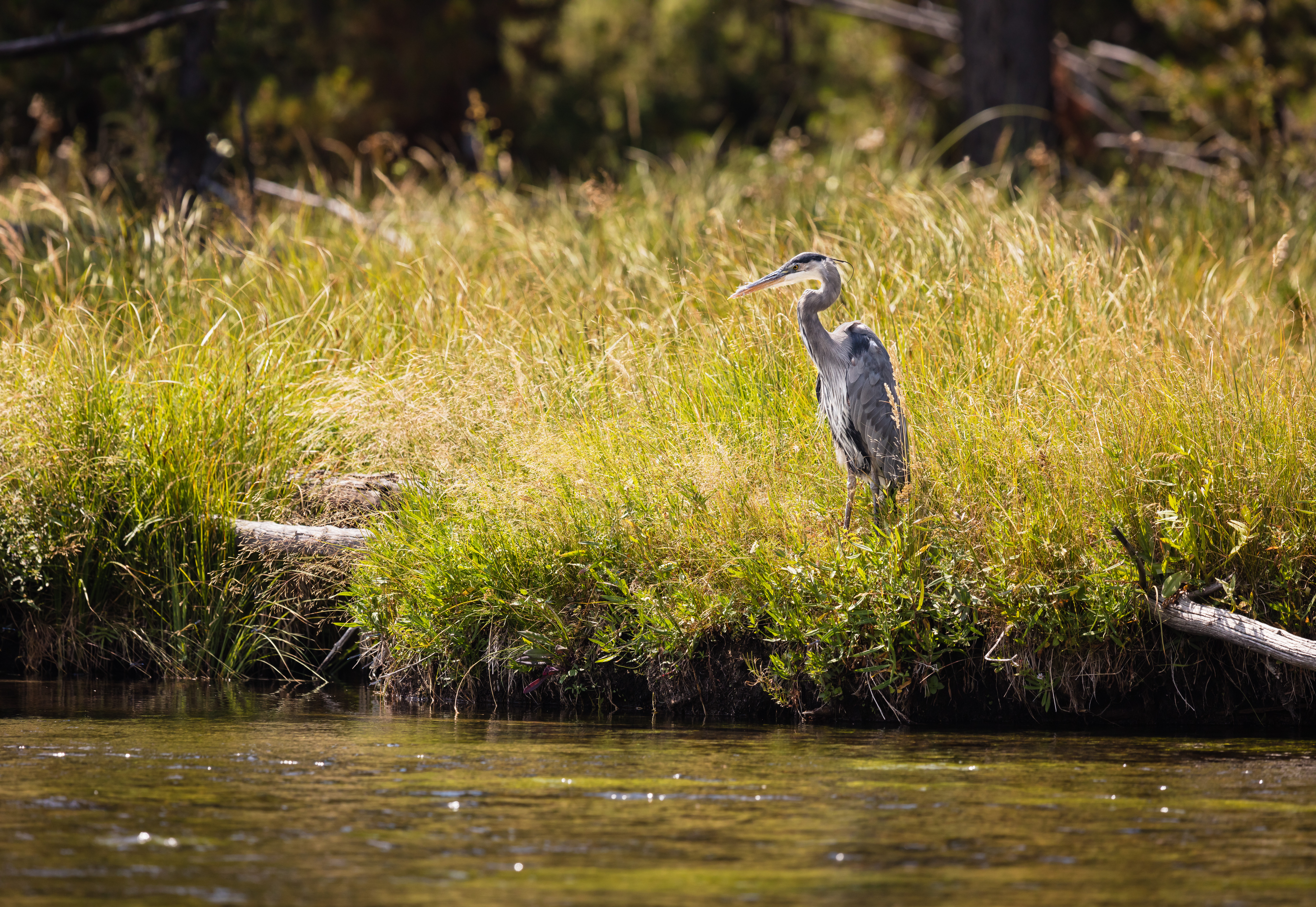
Dans le parc national de Yellowstone auprès de la rivière Firehole.
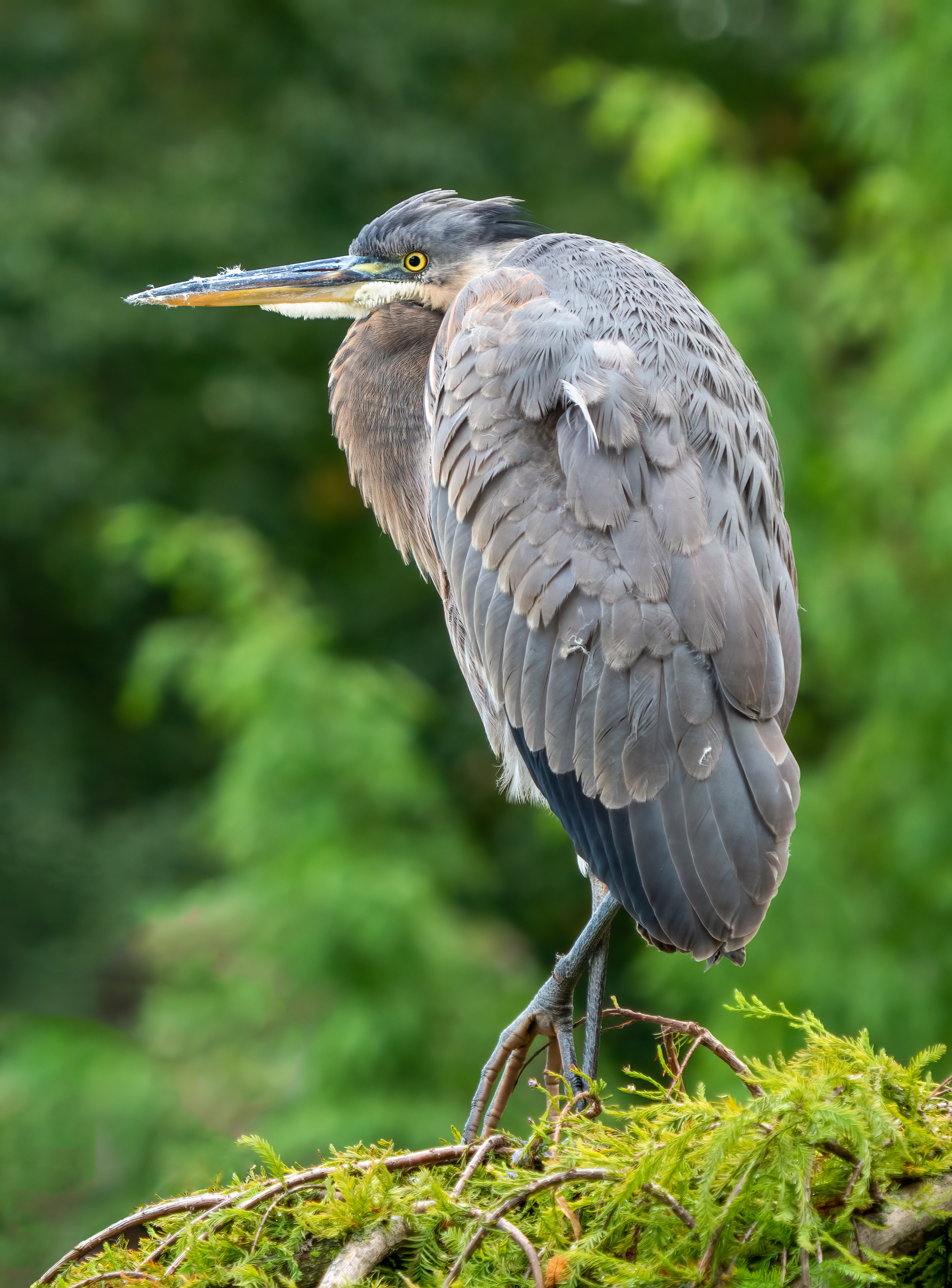
Grand héron dans le cimetière de Green-Wood, New York. Octobre 2021.
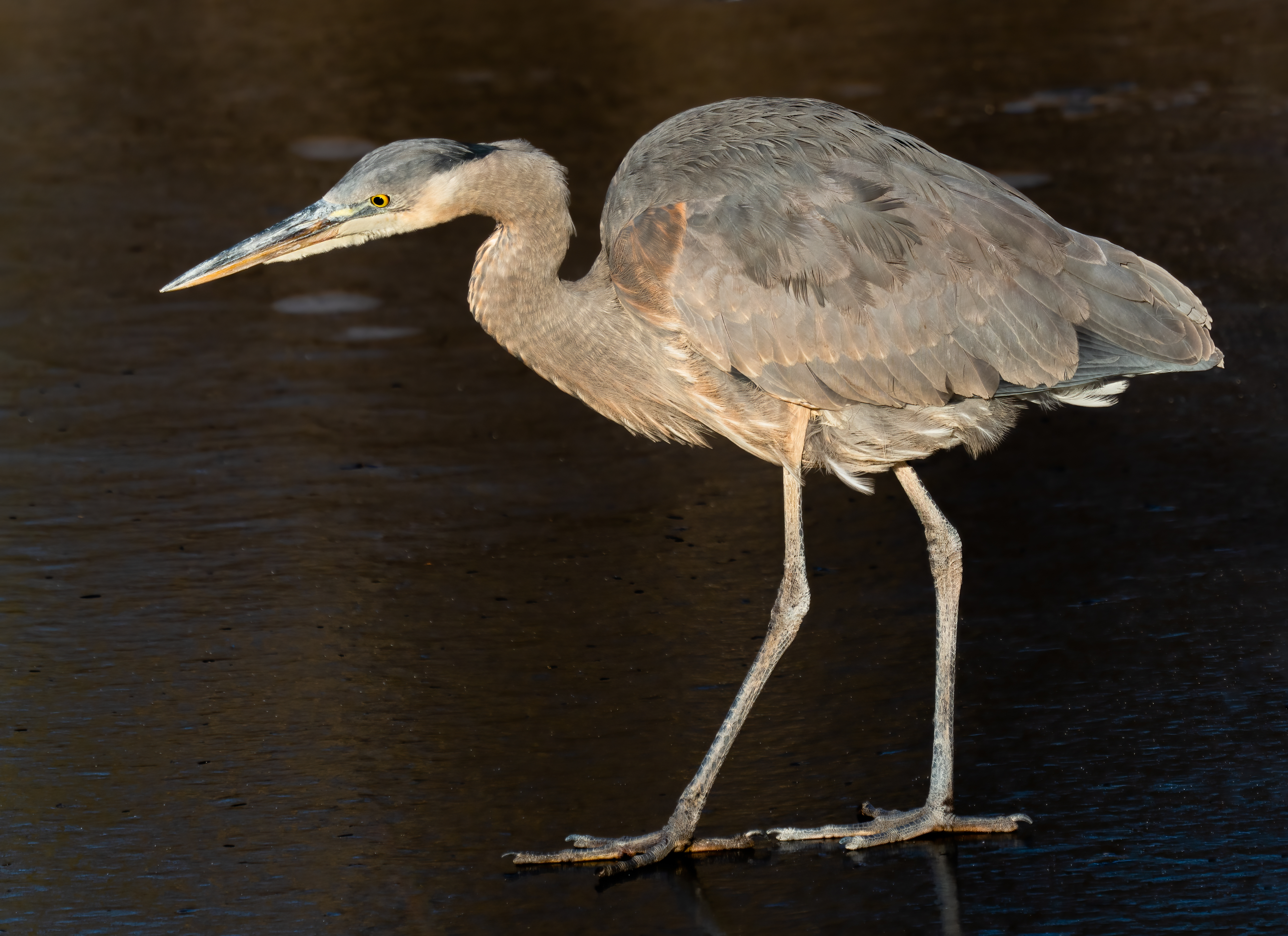
Grand héron marchant sur un étang gelé dans le cimetière de Green-Wood, New York. Janvier 2022.